# Kreith (Gemeinde Mutters)
Kreith ist eine Fraktion (Ortschaft) und Katastralgemeinde der Gemeinde Mutters im Bezirk Innsbruck-Land in Tirol mit 197 Einwohnern (Stand 1. Jänner 2024).

## Geographie
Die Streusiedlung Kreith liegt rund 3 km südlich von Mutters auf 991 m ü. A. oberhalb des Wipptals am Eingang ins Stubaital.
Zur Fraktion Kreith gehören außerdem die Wochenendhaussiedlung Brandegg, der Weiler Holzerhöfe, die Kohlstattsiedlung, die Kreither Alm und der Gasthof Stockerhof. Die Rotte Außerkreith gehört hingegen zur Fraktion Raitis und Katastralgemeinde Mutters.
Die Katastralgemeinde Kreith hat eine Fläche von 6,59 km² und umfasst den südlichen Teil der Gemeinde Mutters. Sie entspricht der bis 1974 eigenständigen Gemeinde Kreith.

## Geschichte
Im landesfürstlichen Gesamturbar Graf Meinhards II. von Tirol von 1288 werden in Kreith sechs landesfürstliche und drei Schwaighöfe erwähnt.
Die Höfe gehörten zum Gericht Stubai, nördlich davon verlief die Grenze zum Landgericht Sonnenburg. 1848 wurde Kreith eine eigenständige politische Gemeinde.  Mit 1. Jänner 1974 wurde die Gemeinde Kreith mit der Gemeinde Mutters zur neuen Gemeinde Mutters vereinigt.
1803/04 wurde die erste Kapelle in Kreith gebaut. 1924 wurde die heutige Filialkirche zum Herzen Jesu nach Plänen des Innsbrucker Architekten Max Thaler errichtet.

## Verkehr
Auf der Straße ist Kreith nur von Mutters aus zu erreichen (L227, Mutterer Straße). Der Ort verfügt über einen Bahnhof an der Stubaitalbahn, durch die er im Halbstundentakt mit Innsbruck und im Stundentakt mit Fulpmes verbunden ist. Das aus der Erbauungszeit der Bahn stammende Aufnahmsgebäude steht unter Denkmalschutz.

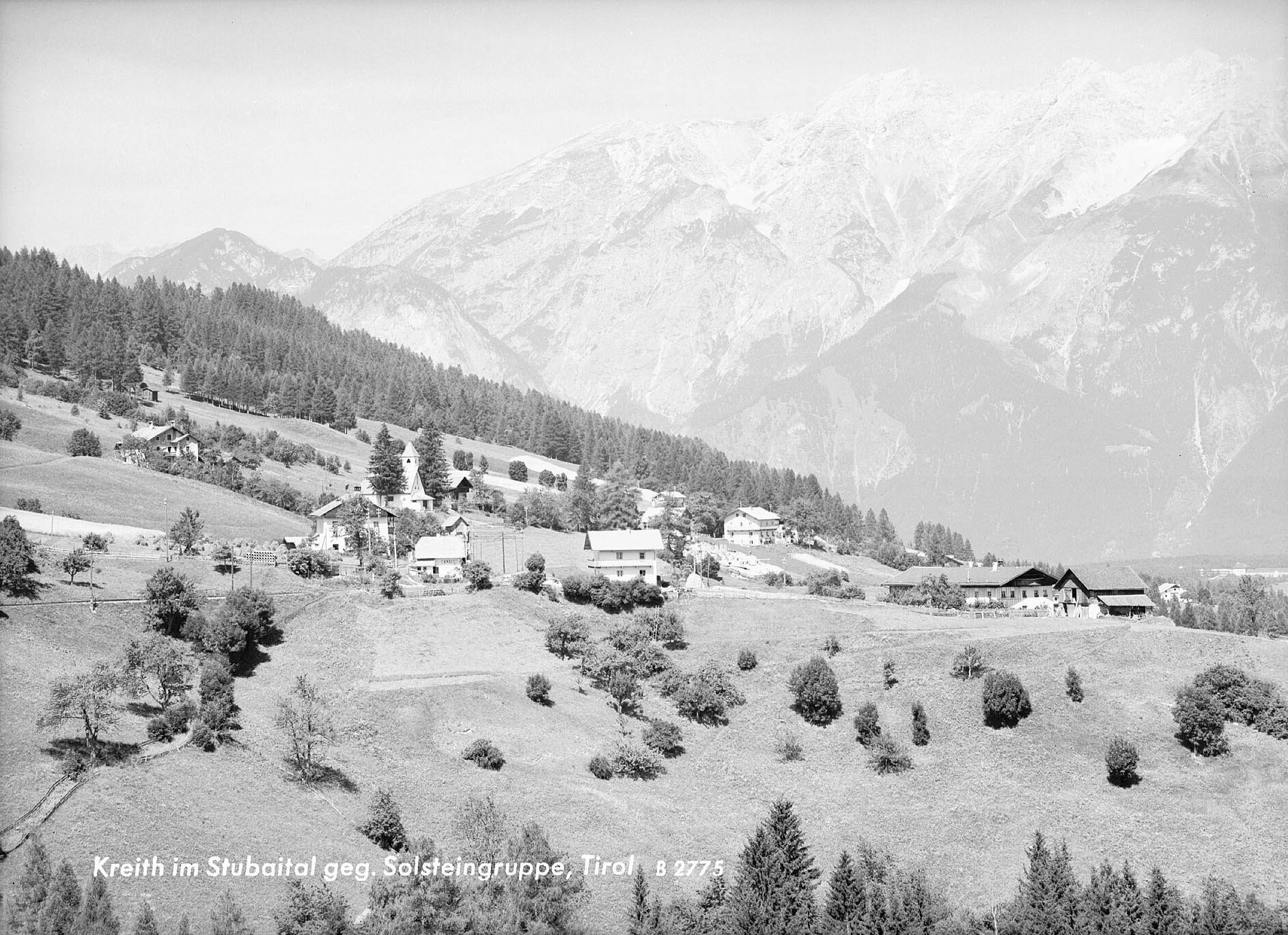
Kreith von Südosten (1962)
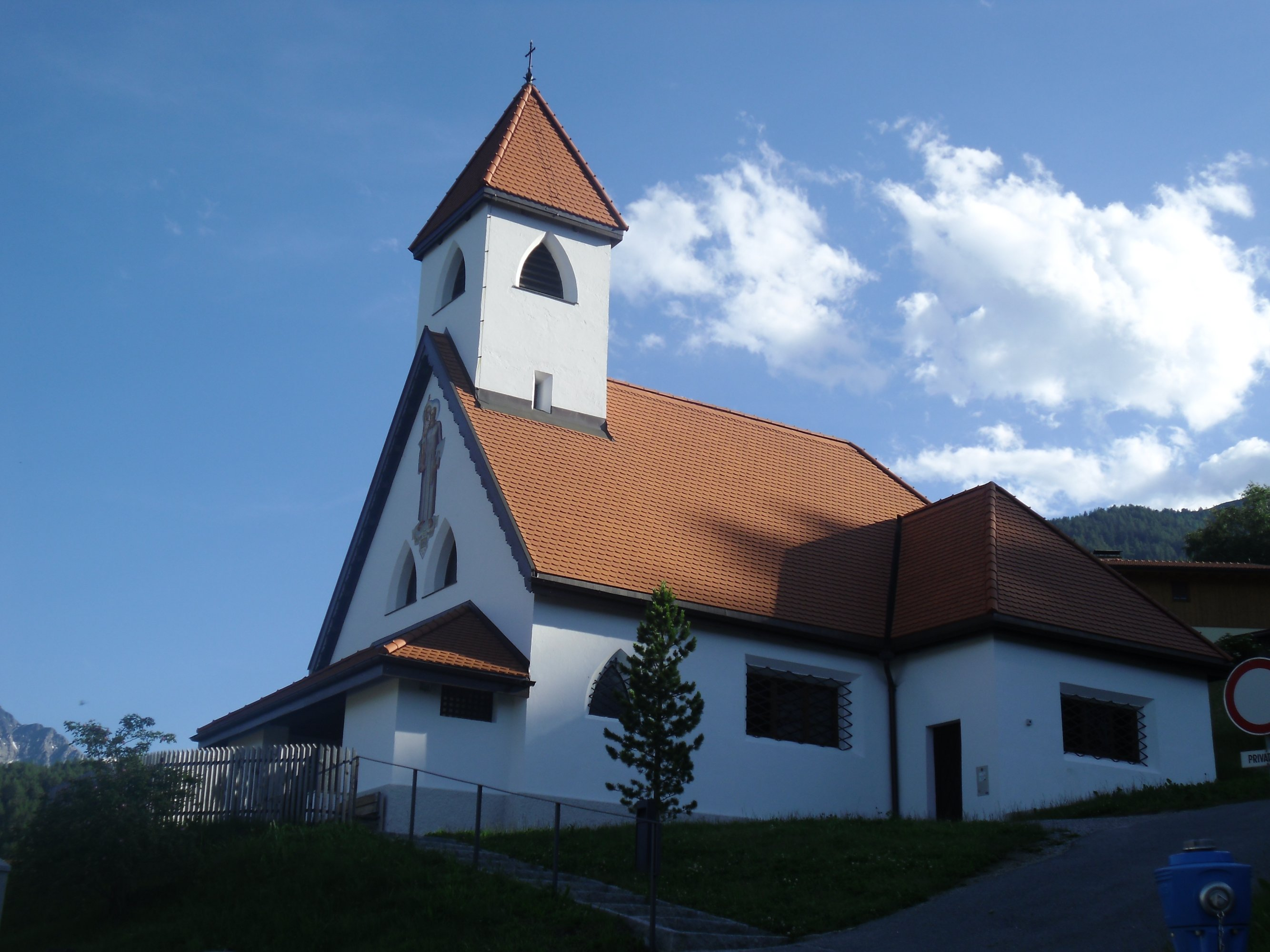
Herz-Jesu-Kirche
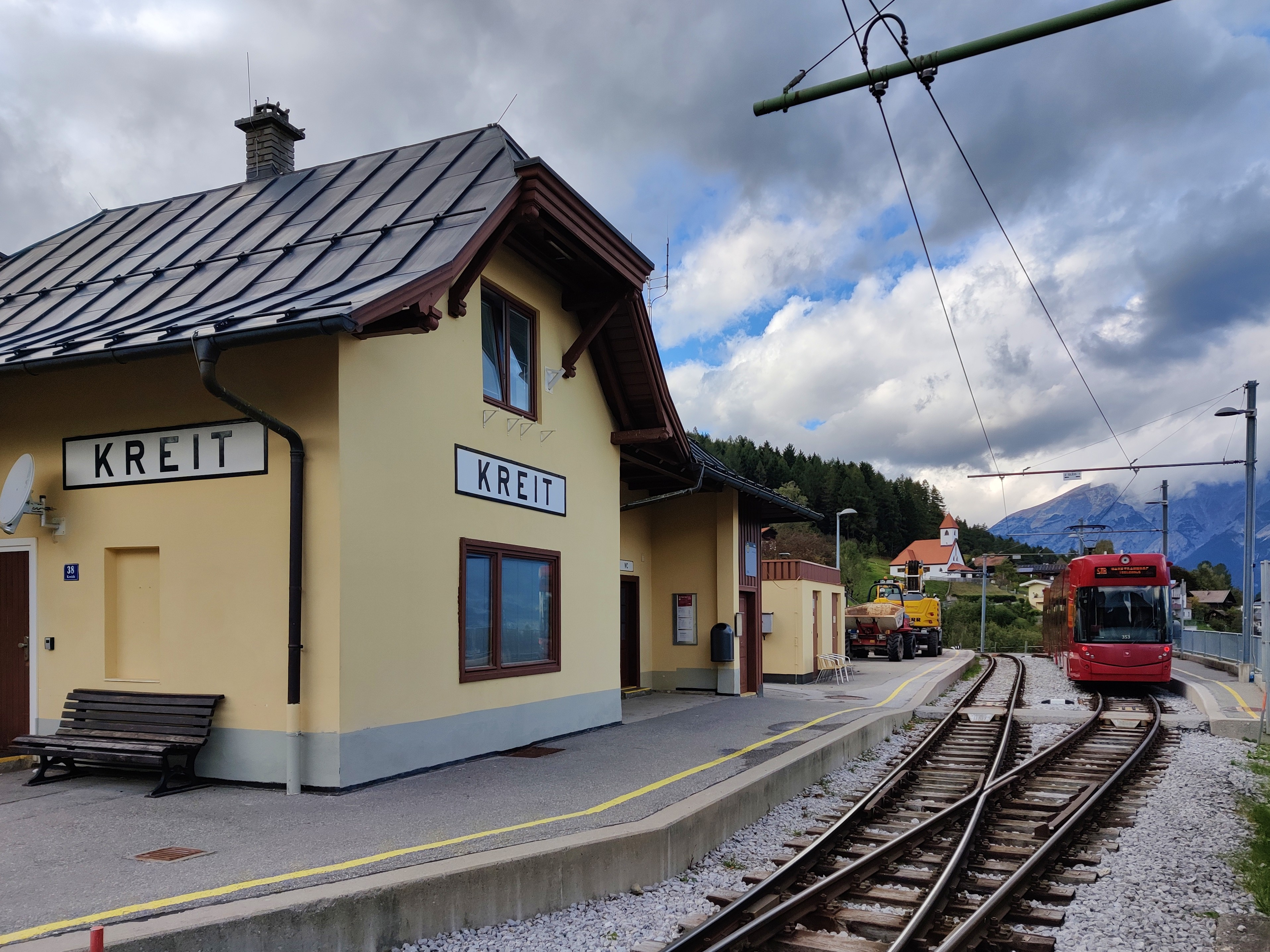
Bahnhof